# San Javier (departamento de Misiones)
| Departamento San Javier  | Departamento San Javier                                        |
| ------------------------ | -------------------------------------------------------------- |
| País:                    | Argentina                                                      |
| Província:               | Misiones                                                       |
| Capital:                 | San Javier                                                     |
| Superfície:              | 640 km²                                                        |
| População:               | 19.187 (IDEC - 2001)                                           |
| Densidade: 35,80 hab/km² |                                                                |
| Altitude:                |                                                                |
| Localização:             |                                                                |
| Municípios:              | - Florentino Ameghino - Itacaruaré - Mojón Grande - San Javier |
| Web:                     |                                                                |
| Localização na província |                                                                |
| Departamento             |                                                                |

San Javier é um departamento da Argentina, localizado na província de Misiones.